# Wilhelm III. (Forez)
Wilhelm III. († 1097 vor Nicäa) war ein Graf von Lyon und Forez. Er war ein Sohn des Grafen Artaud IV., der um das Jahr 1078/79 gestorben war, und der Raimonde.
Wilhelm tritt erstmals in einer Schenkungsurkunde an die Abtei von Savigny aus dem Jahr 1078 als Graf von Forez (Vuillelmus comes Foresii) auf. Ab 1096 nahm er am ersten Kreuzzug teil, zuerst im Gefolge des Grafen Raimund IV. von Toulouse und dann in dem des Grafen Robert II. von Flandern. Im Verlauf dieses Unternehmens wurde er bei der Belagerung von Nicäa im Sommer 1097 getötet. Er hatte zwei Söhne, Wilhelm IV. und Eustache.

## Weblink
- Comtes de Forez et de Lyon bei Foundation for Medieval Genealogy.fmg (englisch)

| Vorgänger  | Amt                                    | Nachfolger  |
| ---------- | -------------------------------------- | ----------- |
| Artaud IV. | Graf von Lyon und Forez 1078/1079–1097 | Wilhelm IV. |

| Personendaten    | Personendaten           |
| ---------------- | ----------------------- |
| NAME             | Wilhelm III.            |
| KURZBESCHREIBUNG | Graf von Lyon und Forez |
| GEBURTSDATUM     | 11. Jahrhundert         |
| STERBEDATUM      | 1097                    |
| STERBEORT        | Nicäa                   |